# Bohumil Kafka
Bohumil Kafka (14. února 1878, Nová Paka – 24. listopadu 1942, Praha) byl český sochař. Tvořil v duchu secese a symbolismu.

## Život
Obecnou a měšťanskou školu navštěvoval ve svém rodném městě v letech 1884–1892. Následně v letech 1892–1896 studoval na sochařskokamenické škole v Hořicích v Podkrkonoší a od roku 1897 byl zapsán na Uměleckoprůmyslové škole v Praze u Stanislava Suchardy. V letech 1904–1908 žil a pracoval v Paříži poté, co získal Hlávkovo stipendium.
Se svým učitelem Stanislavem Suchardou spolupracoval na pomníku Františka Palackého. Po Suchardově úmrtí v roce 1916 byl jmenován profesorem dekorativního sochařství na Uměleckoprůmyslové škole. V roce 1925 se stal profesorem sochařství na Akademii výtvarných umění. Vedle své volné tvorby vytvořil mnoho dekorativních prvků fasád, bust, soch a pomníků.

## Významné realizace
- výzdoba Národního domu v Prostějově (spolu s dalšími umělci), 1905–1907[2], a pomníku manželům Vojáčkovým před ním
- Orfeus, bronz 1922[3] originál vystaven v zahradě Kafkovy vily v Praze; kopie (?) na zámku Kozel[zdroj?])
- Polibek, bronz 1919
- Pomník Karla Havlíčka Borovského, bronz, 1918–1924, Havlíčkův Brod
- Probuzení, mramor, 1925–26
- Pomník Josefa Mánesa v Praze, na předmostí Mánesova mostu, bronz; jeho redukce 1:3 (Národní galerie v Praze),
- Pomník Jana Žižky pro Národní památník na Vítkově
- Pomník generála M. R. Štefánika pro Bratislavu s českým lvem; odlila firma Franty Anýže; originál zničen 1940, znovu postaven po roce 1990; kopie ve třetinové velikosti stojí na Petříně). Socha lva se státním znakem (menší odlitek z roku 1936, na seznamu kulturních památek ČR) ze Strahova přemístěna v roce 2022 k novému sídlu Památníku národního písemnictví (Petschkova vila).[4] Miniatury v desetinovém měřítku jsou ve sbírkách Národního muzea v Praze či Společnosti M. R. Štefánika v Bratislavě
- Somnambula, bronz (Národní galerie v Praze)
- Busta T. G. Masaryka, bronz, 1925, (Národní muzeum)
- Busta JUDr. Karla Kramáře, bronz, model sádra (Národní muzeum)
- Busta Františka Xavera Jerie, bronz (Jilemnická radnice)

## Galerie

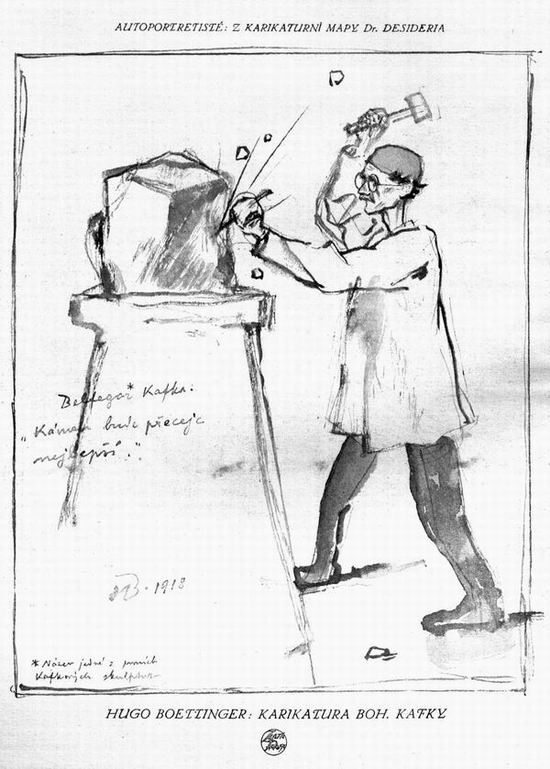
Bohumil Kafka na kresbě Hugo Boettingera (1913)
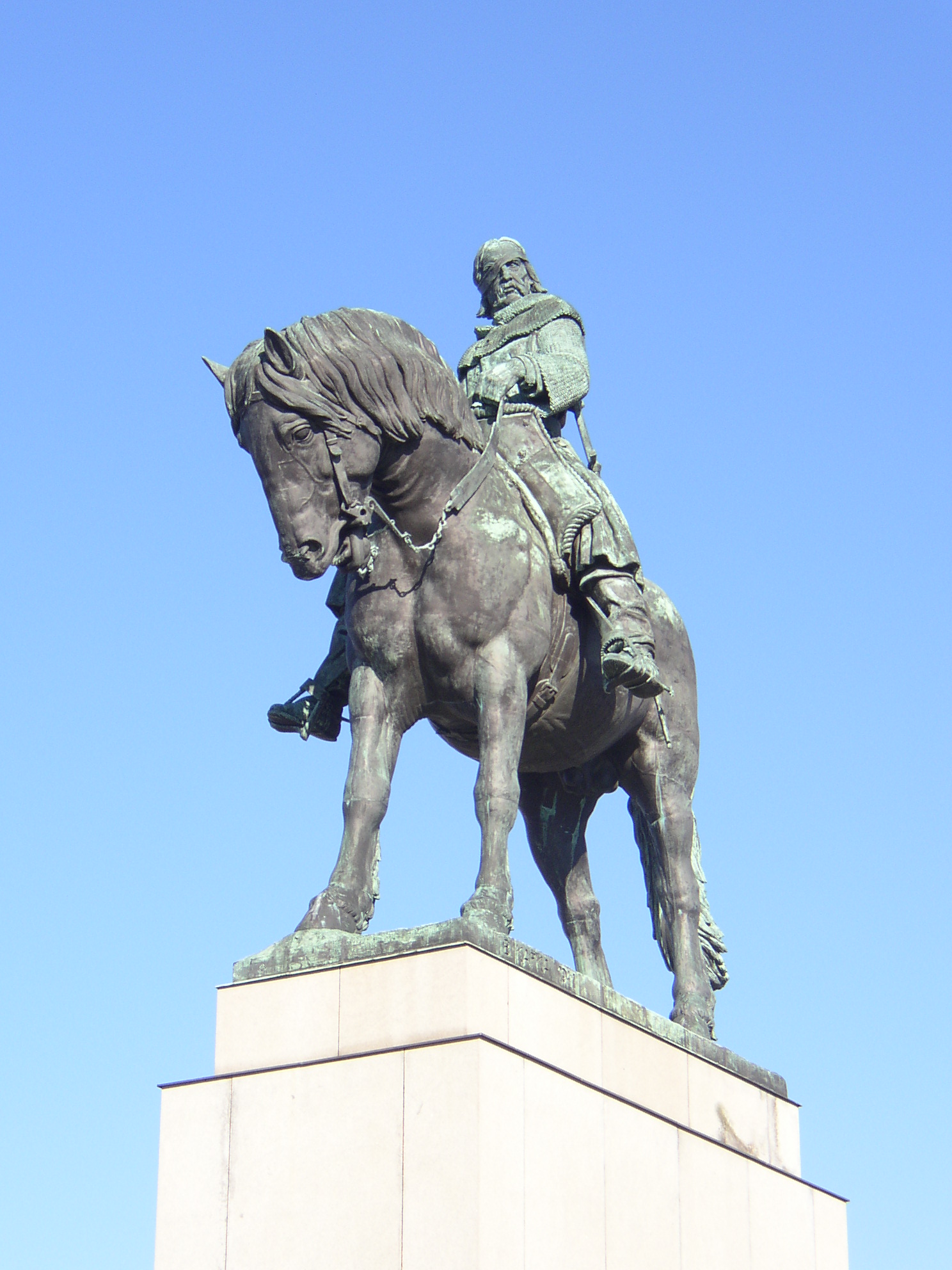
Jezdecká socha Jana Žižky na pražském Vítkově
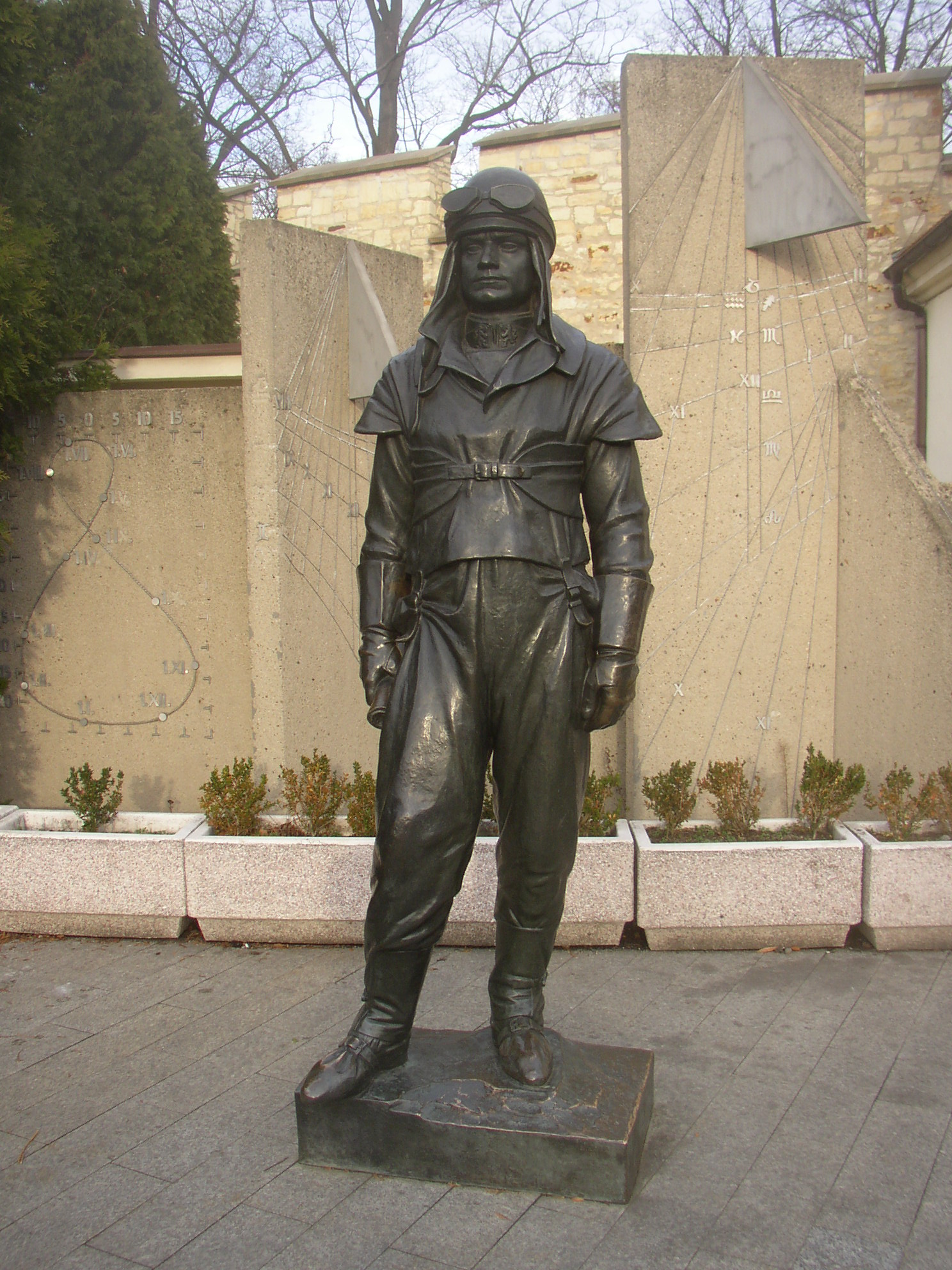
Pomník Milana Rastislava Štefánika
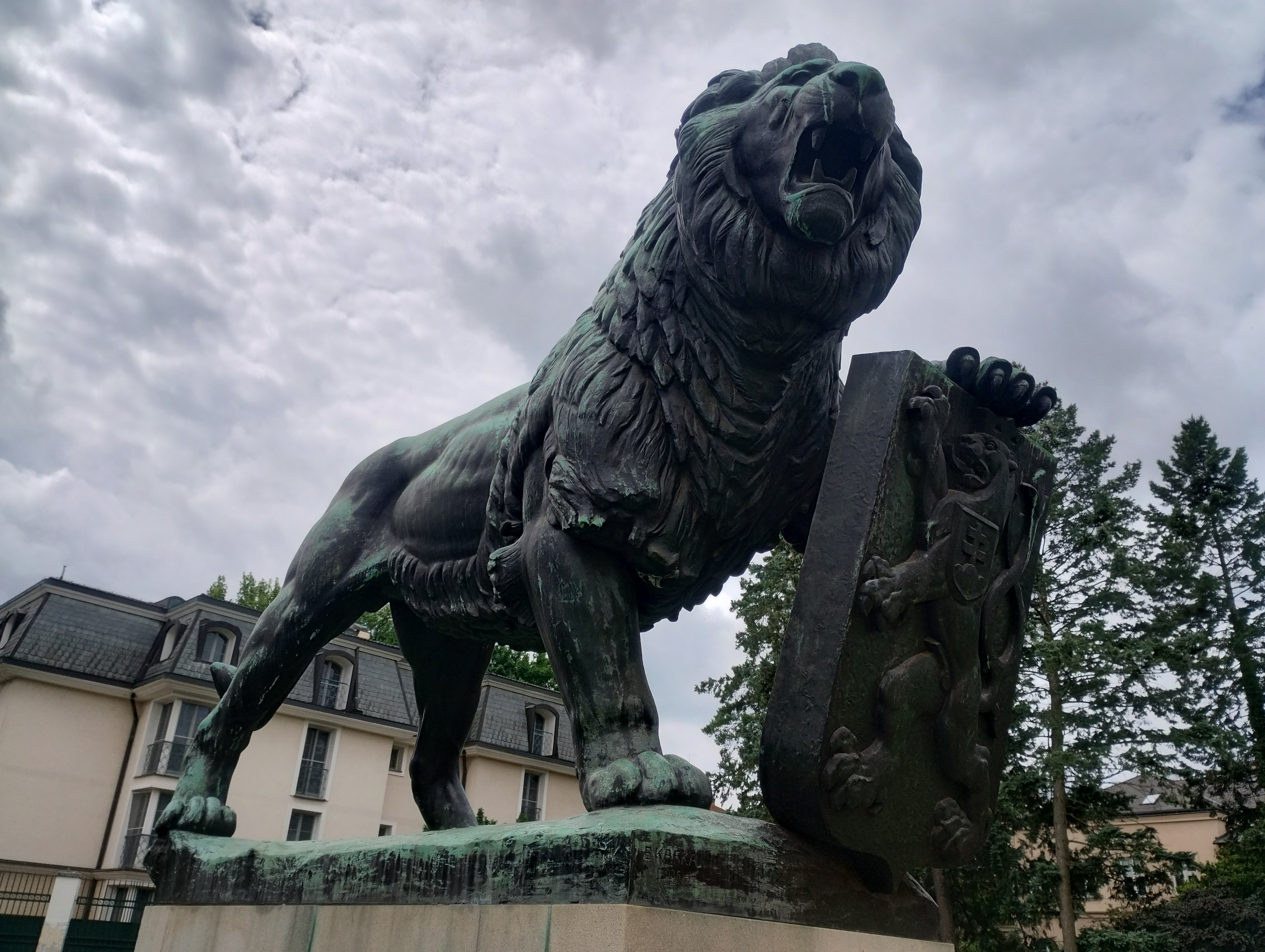
Socha lva se státním znakem u Památníku národního písemnictví